# Salavina megye
Salavina egy megye Argentína északi részén, Santiago del Estero tartományban. Székhelye Los Telares.

## Népesség
A megye népessége a közelmúltban a következőképpen változott:
| Év   | Lakosság |
| ---- | -------- |
| 2001 | 10 658   |
| 2010 | 11 217   |